# Dietrich Kalteis
Dietrich Kalteis (* 1954 in Köln) ist ein deutsch-kanadischer Schriftsteller, der vor allem Kriminalromane schreibt.

## Leben und Karriere
Dietrich Kalteis wurde im Jahre 1954 in Köln geboren und wanderte mit seiner Familie, als er noch ein Kind war, nach Kanada aus. Im Laufe seiner schriftstellerischen Laufbahn veröffentlichte er international bereits über 50 Kurzgeschichten und – vor allem seit den 2010er Jahren – einige Romane. Für seinen 2014 erschienenen Roman Ride the Lightning erhielt er bei der Verleihung der Independent Publishers Book Awards 2015 die Bronzemedaille in der Kategorie Canada-West – Regional Fiction. Weitere bekannte Romane von Kalteis sind The Deadbeat Club (2015), Triggerfish (2016), House of Blazes (2016), Zero Avenue (2017), Poughkeepsie Shuffle (2018), Call Down the Thunder (2019) und Cradle of the Deep. Für sein 2016 erschienenes Werk House of Blazes wurde er bei den Independent Publishers Book Awards 2017 mit einer Silbermedaille auf nationaler Ebene in der Kategorie Best Historical Fiction ausgezeichnet. Im Suhrkamp Verlag erschien im Jahr 2018 auf Deutsch der Kriminalroman Shootout – übersetzt von Susanna Mende. Er ist eine Übersetzung des 2015 erschienenen Romans The Deadbeat Club.
Kalteis unterhält auch einen monatlichen Blog, bei dem er mit verschiedenen Gastautoren über verschiedene Aspekte des Schreibens und über deren aktuelle Projekte spricht. Alle zwei Wochen publiziert er auch über den Blog 7 Criminal Minds.
Heute (Stand: 2021) lebt Kalteis mit seiner Familie in West Vancouver in der kanadischen Provinz British Columbia.

## Werke (Auswahl)
- 2014: Ride the Lightning
- 2015: The Deadbeat Club
  - dt.: Shootout, Thriller. Aus dem Englischen von Susanna Mende. Suhrkamp, Berlin 2018, ISBN 978-3-518-46858-6
- 2016: Triggerfish
- 2016: House of Blazes
- 2017: Zero Avenue
- 2018: Poughkeepsie Shuffle
- 2019: Call Down the Thunder
- 2020: Cradle of the Deep
- 2021: Under an Outlaw Moon
- 2022: Nobody from Somewhere
- 2023: The Get
- 2024: Crooked
- 2025: Dirty Little War